# Ravlića pećina
Ravlića špilja ili Ravlića pećina je špilja u Drinovcima u općini Grude, BiH. Nalazi se iznad izvora rijeke Tihaljine u zaseoku Peć Mlini.

## Arheološka istraživanja
U arheološkim istraživanjima koji su u Ravlića špilji provedeni u više navrata između 1977. i 1980. godine, pronađeni su materijalni dokazi o pojavi života u neolitu (mlađe kameno doba). Na tom opsežnom poslu radili su arheolozi iz cijele bivše Jugoslavije, a voditelj iskopavanja mr. Brunislav Marijanović objavio je znanstveni članak u Glasniku Zemaljskog muzeja (Sarajevo, 1981.), u kojem je opisao metode i faze iskopavanja, te na temelju pronađenih ostataka i znanstveni osvrt na cijelo nalazište.

### Razvoj života unutar špilje
Tako, prema Marijanoviću, nalazi u Ravlića špilji upućuju na četiri faze razvoja života: 
Prva faza pripada starijem neolitu i za njega je karakteristična izrada grube i fine keramike. Radi se o obojanim posudama s ornamentalnim motivima izvedenim pomoću nekoliko tehnika - utiskivanje, urezivanje, žigosanje i u jednom slučaju punktiranje. To su odlike impresso-kulture, s tim da ima značajke njene priobalne i kontinentalne inačice. Po tome, nalazi Ravlića špilje osporavaju oštru podjelu impresso-kulture istočne jadranske obale.
Druga faza pripada mlađem neolitu i karakterizira ga stabilizacija života unutar same špilje, a na umjetničkom planu vrijeme traženja i uobličavanja novog izraza. I u ovom razdoblju možemo napraviti opću podjelu na grubu i finu keramiku, s tim da je inventar pronalazaka mnogo veći. Kreće se od raznih vrsta zdjela, šalica, tanjura, do posuda raznih oblika, rađenih raznim, pa i vještijim tehnikama. Također se u ovoj fazi radi o profinjenijem korištenju boja i bogatijim ornamentalnim ukrasima (višestruke trake, spiraloidni motivi itd.). Ova faza pokazuje tipične odlike hvarsko-lisičićke kulture, a po svom ukupnom izrazu, u kojem dominira bojeni ukras u “crusted” tehnici najbliža je jadranskim nalazištima, a s hercegovačkim nalazištima ove kulture u tom smislu pokazuje stanovite dodire s Lisičićima i Zelenom špiljom, u kojima se osim urezanih javljaju i bojeni ukrasi. Marijanović je ovu fazu podijelio u tri dijela radi lakšeg proučavanja. Tako drugi dio (II B faza), kad su u pitanju bojani ornamenti, predstavlja odraz jednog posebnog stila i vlastitog izraza, u dobroj mjeri neovisnog o općim kretanjima hvarske kulture. To jest mogla bi da odražava postojanje jedne nove inačice hvarske kulture - Tihomir Glavaš je u jednom članku (Drinovački Zov, br. 2, 1993.), po prvi put spomenuo naziv drinovačka kultura. Iako nije naglasio da se to odnosi baš konkretno na ovu specifičnu međufazu života u Ravlića špilji, izraz približno definira zbivanja u špilji te epohe. 
Treća faza dio je vremena eneolita i ranog brončanog doba u kojem dolazi do velikih promjena, tako, primjerice, više nije moguće povući crtu između grube i fine keramike. I dalje su tu posude - zdjele, lonci, na kojima su ornamenti izvedeni u više tehnika što sveukupno ovu fazu smješta u cetinsku kulturu, iako se pojavljuju i značajke nekih drugih utjecaja.
Četvrta faza Ravlića špilje pripada ranom brončanom dobu. Nalazi su skromni (keramika, jedan primjerak žlice), a malobrojni pronađeni primjerci litzen-keramike, sigurno smještaju ovu fazu u rano brončano doba.
Ova periodizacija života u Ravlića špilji samo je konstrukcija onoga što se u njoj događalo. Tako su, iza ovih vremenskih podijela, ljudi u njoj živjeli pretežno na istočnoj strani njene monumentalne unutrašnjosti: širina otvora je 38 metara, dubina 95 metara, a visina varira od 5 do 20 metara. Razvoju života u samoj pećini pogodovao je zemljopisni smještaj, posebice blizina vode, kao i mogućnost odlaska na istok i zapad, u današnjim smjerovima, Imotski - Ljubuški, što je svakako bilo veliko lovno i sakupljačko područje.
U iskopavanjima je pronađen veći broj ognjišta, koji su se dali raspoznati po ostacima, zatim žrtvenik, konstrukcija koja je vjerojatno služila za vješanje lonaca iznad vatre, te ostaci žrvnjeva kao dokaz da su se stanovnici bavili zemljoradnjom. Lov i stočarstvo bile su glavne privredne grane, dok je, po ostacima puževa i riječnih školjki, evidentna i sakupljačka djelatnost.
Sve ovo je variralo po fazama, kao i pronalasci oruđa i oružja (kremeno, kameno, koštano - noževi, strugalice, svrdla, strelice.), nakita (privjesci od kamena, veprovog zuba), pa i plastike (sjedeća ženska figura). Samu keramiku naveli smo u gornjoj periodizaciji.
Zanimljivost nalaza u Ravlića špilji potvrđuje i pronađeni dječji kostur, koji se nije nalazio ni u kakvoj grobnoj konstrukciji. Po svemu sudeći moguće je da to predstavlja jedan širi običaj u mediteranskom kultu mrtvih koji se manifestirao žrtvovanjem mlađe djece u svrhu zaštite naselja i izazivanja plodnosti.
Teško je reći zašto je život u Ravlića špilji nakon brončanog doba prekinut i je li uopće prekinut. Arheološka istraživanja provedena su samo na jednom dijelu ovog lokaliteta, što nam ne jamči da života u kasnijim razdobljima nije bilo. Činjenica je da su ogromni kameni blokovi, koji su pali sa stropa špilje, utjecali na one koji su ili koji su htjeli živjeti u njoj.

## Vanjske poveznice
Arheološko istraživanje lokaliteta Ravlića špilja  Arhivirana inačica izvorne stranice od 17. srpnja 2011. (Wayback Machine)

### Drugi projekti
|  | Zajednički poslužitelj ima još gradiva o temi Ravlića pećina |